# Compendio del Catechismo della Chiesa cattolica
Il Compendio del Catechismo della Chiesa cattolica (in latino: Compendium Catechismi Catholicae Ecclesiae), noto anche come Catechismo della Chiesa cattolica- compendio, o semplicemente compendio, è una sintesi ragionata del Catechismo della Chiesa cattolica che fu approvata da papa Benedetto XVI con lettera apostolica del 28 giugno 2005 e successivamente pubblicato.

## Creazione
Secondo quanto papa Benedetto XVI espresse nel suo discorso di presentazione,  già dall'anno di pubblicazione del Catechismo della Chiesa Cattolica (il 1992) si avvertiva la necessità di un catechismo più sintetico e breve, riformulato in modo chiaro e accessibile a tutti. Da allora furono effettuati numerosi tentativi di riassumere il Catechismo del 1992 in vari paesi, che tuttavia perdevano la fedeltà al testo originale e alla totalità della dottrina che risultassero soddisfacenti per il Papa.
Come riferisce la prefazione dell'opera, i partecipanti al Congresso Catechistico Internazionale, svoltosi dall'8 all'11 ottobre 2002 in Vaticano e promosso dalle Congregazioni per la Dottrina della Fede (Joseph Ratzinger) e per il Clero (Darío Castrillón Hoyos), rivolsero un'esplicita richiesta a papa Giovanni Paolo II perché desse inizio alla stesura di un testo rigoroso sottoposto alla sua approvazione.
Il 7 marzo 2003 la Sala Stampa della Santa Sede divulgò una lettera nella quale Giovanni Paolo II conferiva a Joseph Ratzinger l'incarico di presiedere una commissione speciale composta da un ristretto numero di cardinali  e incaricata di rivedere il catechismo cattolico del 1992 che era ritenuto ampio e necessitante di una sintesi.
La commissione lavorò intensamente per più di due anni sui contenuti e sulla veste editoriale. Il Compendio mira a rinnovare l'interesse e lo zelo per il catechismo, affermò papa Benedetto, descrivendo le sue aspettative nei confronti dell'opera: dovrebbe restituire nei cristiani “nuovo slancio nel rinnovato impegno di evangelizzazione e di educazione alla fede, che deve caratterizzare ogni comunità ecclesiale e ogni credente in Cristo a qualunque età e nazione appartenga”. 
Il progetto fu sottoposto al giudizio dei cardinali e dei presidenti delle varie conferenze episcopali che in larga maggioranza lo accolsero e valutarono favorevolmente.

## Approvazione
Il 28 giugno 2005 papa Benedetto XVI promulgò un motu proprio "per l'approvazione e pubblicazione del Catechismo della Chiesa Cattolica". L'atto era rivolto ai "Cardinali, Patriarchi, Arcivescovi, Vescovi, Presbiteri, Diaconi e a tutti i Membri del Popolo di Dio" e affermava:
(Benedetto XVI, Motu proprio per l'approvazione e pubblicazione del Compendio del Catechismo della Chiesa Cattolica)
Il volume fu presentato nel corso di una solenne celebrazione liturgica presieduta dal Papa. La sua diffusione fu avviata a partire dal giorno successivo, il 29 giugno 205, festa dei santi Pietro e Paolo.
Il testo è stato pubblicato per la prima volta in lingua italiana nel 2005 dalla Libreria Editrice Vaticana in coedizione con le Edizioni San Paolo.

## Struttura
Il Compendio segue la struttura del Catechismo della Chiesa Cattolica e cita i relativi numeri di riferimento. La prefazione fu scritta dall'allora cardinale Joseph Ratzinger.
Esso è strutturato nelle seguenti sezioni: credo, culto e sacramenti, vita in Cristo e preghiera cristiana con un accento particolare alla Preghiera del Signore. In appendice sono riportate le principali preghiere cristiane, le affermazioni fondamentali del Magistero cattolico ed un indice analitico.
Il compendio è organizzato in forma dialogica mediante 598 domande e altrettante risposte. Include citazioni della Sacra Scrittura e dei Padri della Chiesa.  Sono ampiamente la patristica orientale, la liturgia delle Chiese orientali e l'iconografia cristiana.